# Fontana del Nettuno (Roma)
La fontana del Nettuno si trova all'estremità settentrionale di piazza Navona a Roma.
Nota anche, un tempo, come fontana dei Calderai, doveva tale nome al trovarsi in vicinanza dell'antico vicolo dei Calderai (o Calderari), una stradina occupata dalle botteghe di fabbri e venditori di padelle, pentole e stoviglie metalliche in genere.
La vasca, di Giacomo della Porta, risale al 1575-76, mentre le sculture che la decorano furono collocate solo nel 1878, a opera degli scultori Antonio Della Bitta e Gregorio Zappalà.

## Storia e descrizione
Subito dopo il restauro dell'acquedotto dell'Aqua Virgo nel 1570 furono iniziati i lavori per una ramificazione sotterranea secondaria del condotto, in modo da raggiungere l'area dell'antico Campo Marzio, tra le zone più popolose di Roma, e venne di conseguenza progettata anche l'edificazione di un certo numero di fontane.

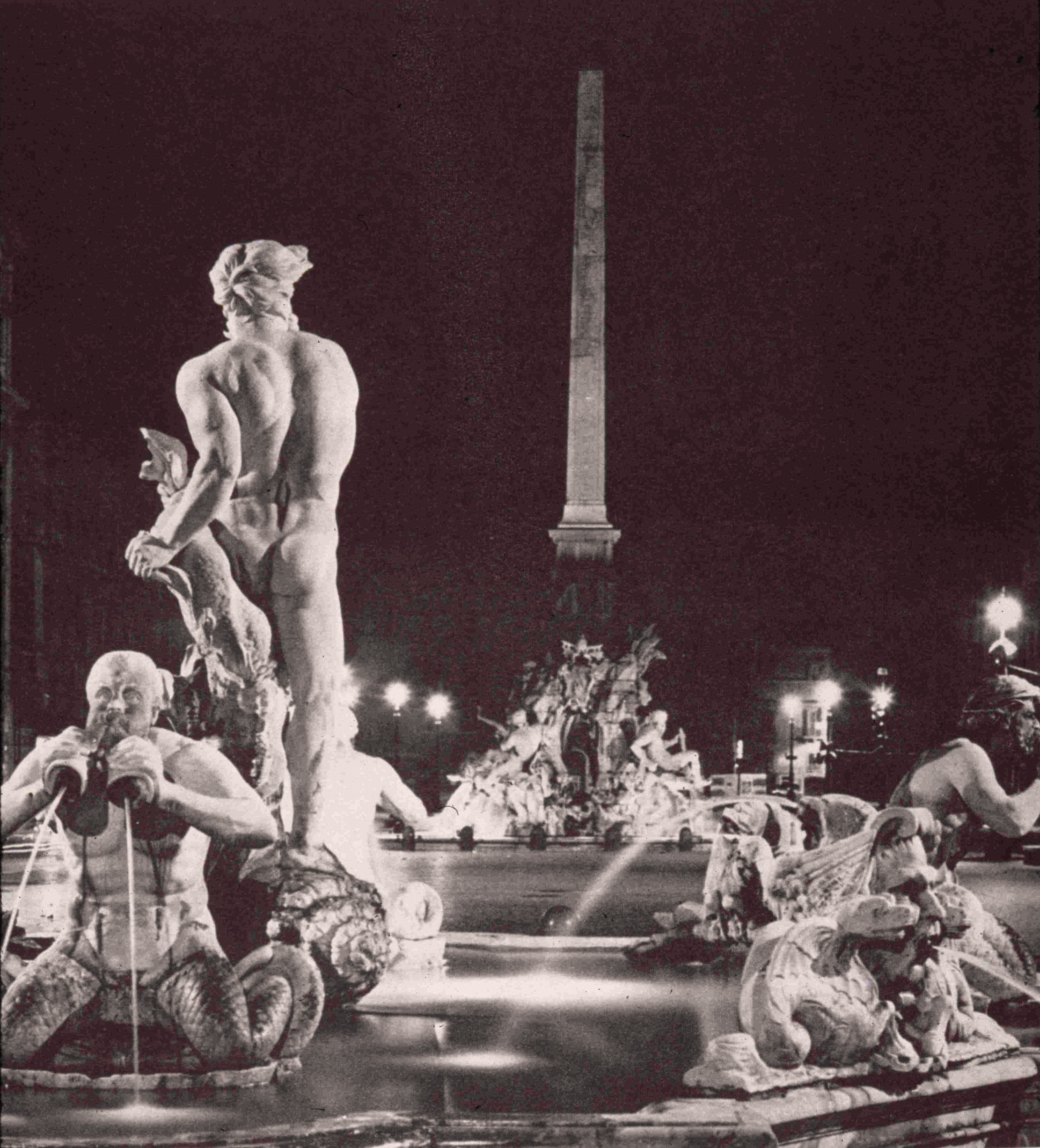
Fontana di Piazza Navona, 1970 - Archivio Accademia delle Scienze Torino, Fondo Millon

Tra le prime furono commissionate da papa Gregorio XIII, nel 1574, a Giacomo Della Porta, le due poste alle estremità di piazza Navona (all'epoca “piazza in Agone”).
Il progetto del Della Porta prevedeva per entrambe una vasca marmorea a pianta mistilinea poggiata su due gradini, che poco dopo venne circoscritta da una cancellata. Le successive migliorie, apportate dallo stesso Della Porta e poi, nel 1651, dal Bernini, riguardarono solo la fontana del Moro, quella meridionale, sia per scarsità di risorse economiche sia perché, in epoca berniniana, la fontana sul lato sud della piazza si trovava di fronte al palazzo Pamphilj, di proprietà della famiglia dell'allora papa Innocenzo X, nel quale abitava la cognata e favorita dello stesso pontefice Donna Olimpia Maidalchini. L'unico intervento di un certo rilievo, sempre ad opera del Bernini (e comunque qualche tempo dopo la realizzazione dello stesso intervento sulla fontana meridionale),  fu la rimozione dei gradini e della cancellata e la costruzione di una vasca più ampia intorno alla fontana, che contenesse la precedente, con lo stesso disegno mistilineo.
Prese l'attuale nome in seguito all'aggiunta dei due gruppi scultorei, Nereidi con putti e cavalli marini di Gregorio Zappalà e Nettuno lotta contro una piovra di Antonio Della Bitta, avvenuta a seguito di un concorso pubblico indetto dal Comune di Roma nel 1873 e voluta per creare una consonanza stilistica con le altre due fontane presenti a piazza Navona.